# Fridolin Richter
Fridolin Richter (* 9. März 1977 in Rostock) ist ein deutscher Schauspieler und Synchronsprecher.

## Leben
Fridolin Richter wuchs zunächst in Rostock und später dann in Ost-Berlin auf. Er ist der Sohn des Schauspieler-Ehepaares Hans-Otto Reintsch und Siegrid Reintsch. Seine Schwester Henriette Richter-Röhl, seine Cousinen Katja Frenzel und Anna Frenzel-Röhl sowie auch seine Tante Bärbel Röhl sind ebenfalls im Schauspielberuf tätig.
Nach seinem Schulabschluss erlernte Richter erst den Beruf des Tischlers. Von 1998 bis 2001 absolvierte er dann seine Schauspielausbildung an der Schauspielschule „Der Kreis“ in Berlin. Er wirkte als Bühnendarsteller in mehreren Theaterstücken und Musicals mit, so war er als festes Ensemblemitglied unter anderem am Theater in Heilbronn, am Schlosspark Theater oder an den Badischen Landesbühne engagiert. Seit Ende der 1990er-Jahre wirkte Richter in mehreren Filmen und Fernsehserien sowie auch in Kurzfilmen und Werbespots mit. Er ist zudem als Synchronsprecher aktiv.
Richter lebt in Berlin.

## Filmografie (Auswahl)
- 1998: Das Mambospiel
- 2009: Doctor’s Diary (Fernsehserie, 1 Folge)
- 2011: Gute Zeiten, schlechte Zeiten (Fernsehserie)
- 2014: In Gefahr – Ein verhängnisvoller Moment (Fernsehserie, 1 Folge)
- 2019: Frühling – Lieb mich, wenn du kannst